# Maison consulaire de Murat
La maison consulaire de Murat est une maison située en France sur la commune de Murat, en région Auvergne-Rhône-Alpes.

## Localisation
La maison consulaire se situe 26 rue du Faubourg à Murat.

## Historique
Ancienne maison du XVIe siècle, de style Renaissance, qui est considérée comme ayant été la maison consulaire de Murat.

### Protection
La façade est inscrite au titre des monuments historiques par arrêté du 19 mai 1927.

## Description
L'édifice possède une baie en anse de panier au rez-de-chaussée et des fenêtres Renaissance avec encadrement aux premier et deuxième étages.